# Abel Luís da Silva Costa Xavier
Abel Luís da Silva Costa Xavier (nascut el 30 de novembre de 1972 a Nampula) és un futbolista portugués d'origen moçambicà, que ocupa la posició de defensa.

## Trajectòria
Va debutar a la primera divisió portuguesa amb l'Estrela da Amadora, del qual va passar al Benfica, amb qui va guanyar la lliga de 1994. L'any següent marxa a la Sèrie A italiana, a les files de l'AS Bari, el primer del que seria un recorregut d'Abel Xavier arreu del continent europeu: la lliga espanyola (Reial Oviedo), l'holandesa (PSV Eindhoven), l'anglesa (Everton FC i després Liverpool FC), la turca (Galatasaray Spor Kulübü), l'alemanya (Hannover 96) i de nou la italiana, quan arriba el 2004 a les files de l'AS Roma.
A l'inici de la 2005/2006, Abel Xavier es va trobar sense equip, però va poder signar a darrera hora amb el Middlesbrough FC, per tal de substituir Michael Reiziger. Però, en un partit de competició europeu, va donar positiu en un control antidòping, sent sancionat per 18 mesos, tot i que posteriorment es reduiria a 12, fins a desembre de 2006. Tot i això, el club anglès el va mantindre en el planter i Abel Xavier va jugar amb aquest conjunt la segona part de la lliga 06/07.
L'estiu del 2007 anuncia el seu fitxatge per Los Angeles Galaxy de la Major League Soccer, on va romandre un any.

## Selecció
Abel Xavier va disputar 20 partits internacionals amb la selecció portuguesa de futbol. Va ser una de les figures del combinat d'aquest país a l'Eurocopa del 2000, quan Portugal va arribar a les semifinals. També va estar present al del 2002, on només va jugar part del partit de primera fase contra Corea del Sud.